# San Juan Bautista (navio)

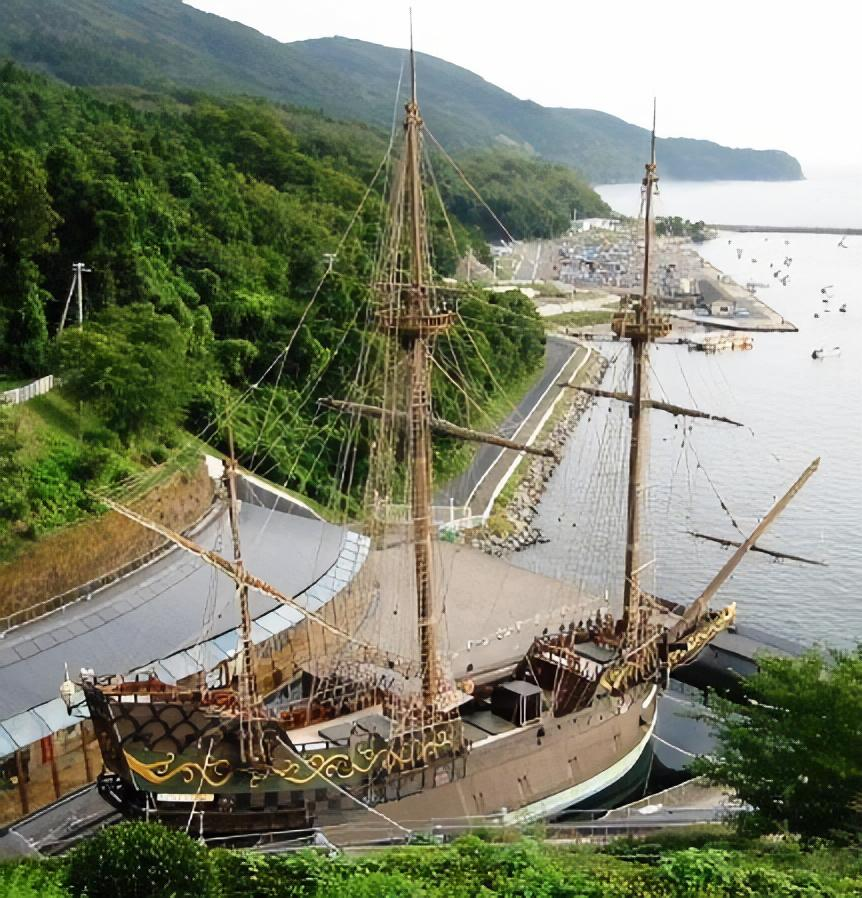
Réplica do San Juan Bautista em Ishinomaki

San Juan Bautista (“São João Batista”) (originalmente chamado Date Maru, 伊達丸 em japonês) foi um dos primeiros navios japoneses em estilo ocidental. Ele cruzou o Pacífico em 1614. Era do tipo galeão espanhol, conhecido no Japão como Nanban-Sen (南蛮船, lit. “Navios dos bárbaros do sul”).
Ele transportou uma embaixada japonesa de 180 pessoas para o papa, chefiada por Hasekura Tsunenaga e acompanhada pelo frade espanhol Luis Sotelo. Depois de transportar Hasekura até as possessões espanholas do México, o navio voltou para o Japão. Hasekura e a embaixada seguiram para a Europa, chegando a Roma.

## Construção
O San Juan Bautista foi construído em 1613 por Date Masamune, o Daimyo de Sendai ao norte do Japão, no porto de Tsuki-No-Ura (Ishinomaki, Miyagi). O projeto foi aprovado pelo Bakufu, o governo do xogun em Edo.
O xogun já tinha dois navios menores (80 e 120 toneladas) construídos pelo piloto inglês William Adams, e o maior deles, o San Buena Ventura, foi dado a marinheiros náufragos espanhóis para retornar ao México em 1610. O xogun também publicou várias permissões para navios de selo vermelho, destinados ao comércio com a Ásia e incorporando diversos elementos ocidentais de construção de navios.
Relata-se que o San Juan Bautista levou 45 dias para ficar pronto, com a participação de técnicos especialistas do Bakufu, 800 construtores, 700 ferreiros e 3000 carpinteiros. Dois espanhóis também teriam participado do esforço: o frade Luis Sotelo, e o capitão espanhol Sebastián Vizcaíno.
Esses esforços foram vistos com desaprovação pelo governo espanhol em Manila, e Los Rios Coronel sugeriu que Luis Sotelo não deveria mais ter permissão para ficar no Japão (C.R. Boxer).

## Duas viagens pelo Pacífico

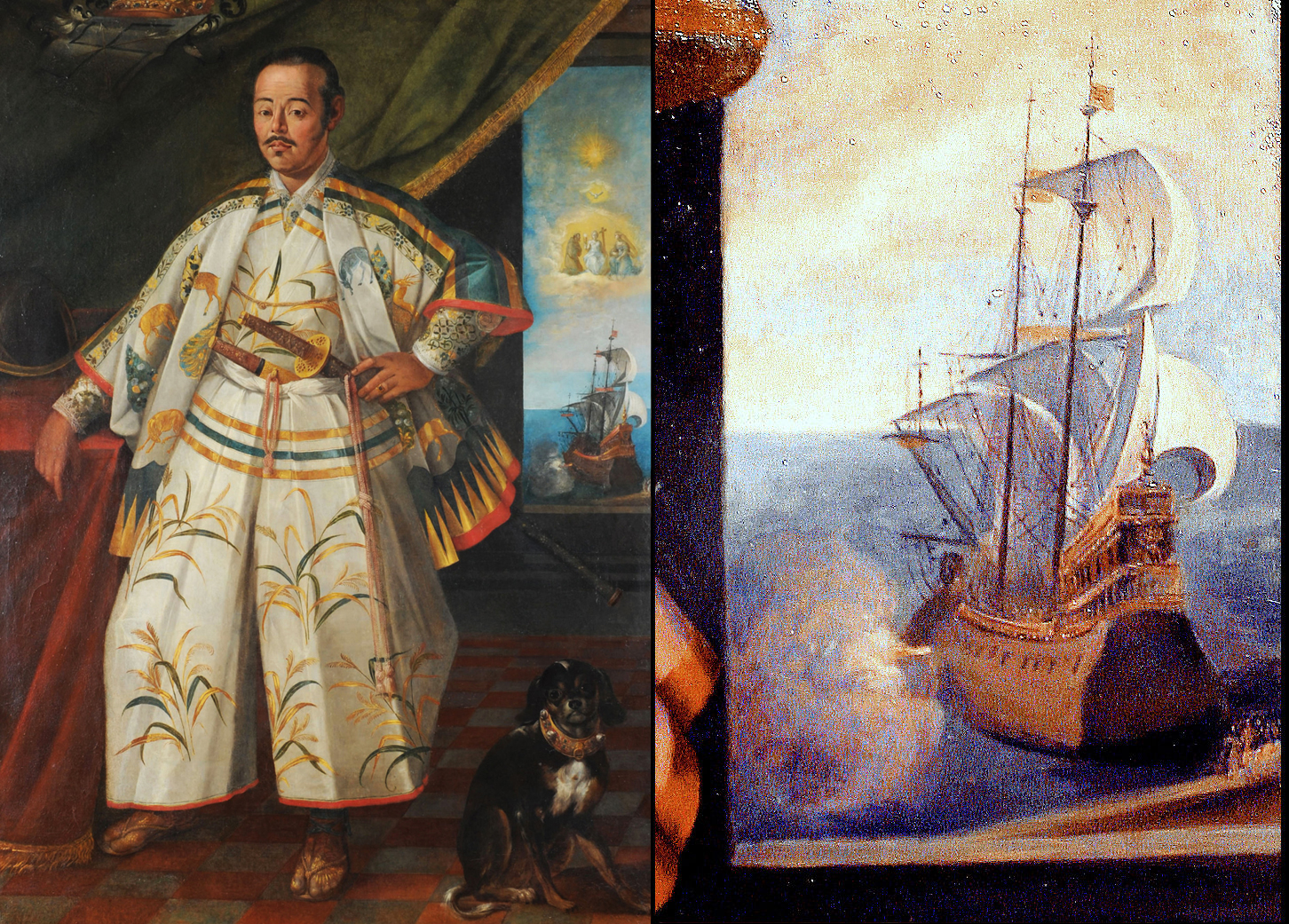
O San Juan Bautista é representado na pintura de Claude Deruet de Hasekura Tsunenaga em Roma em 1617 como um galeão com a bandeira de Hasekura (suástica vermelha em fundo laranja) no mastro do topo.

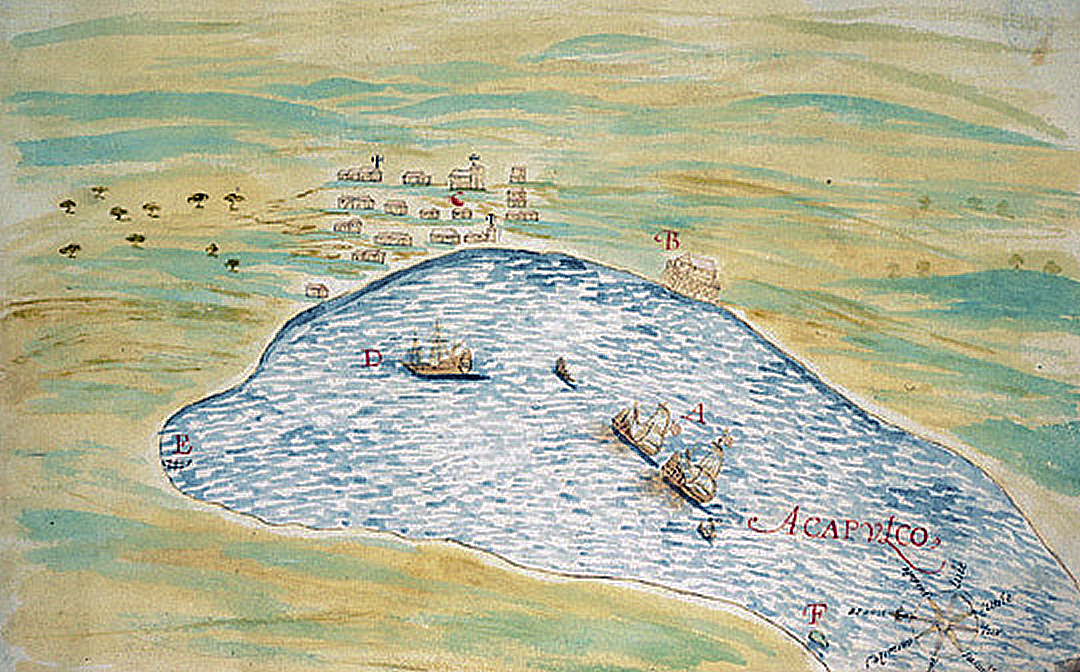
Nicolas de Cardona, em sua edição de 1632 de "Exploração do Mundo", publicou sua vista da baía e da cidade de Acapulco, mencionando a presença de "um navio do Japão" (letra "D"), provavelmente o San Juan Bautista (Gonoi, p53). Cardona esteve em Acapulco entre o final de 1614 e 21 de março de 1615. A legenda completa segue:
A. Os navios da expedição.
B. O castelo de San Diego.
C. A cidade.
D. Um navio que veio do Japão.
E. Los Manzanillos.
F. El Grifo.

Depois de terminado, o navio partiu em 28 de outubro de 1613 para Acapulco, no México, com cerca de 180 pessoas a bordo, consistindo de 10 samurais do xogun (liderados pelo ministro da Marinha, Mukai Shooken), 12 samurais de Sendai, 120 mercadores, navegantes e servos japoneses, e cerca de 40 espanhóis e portugueses. O navio chegou a Acapulco em 25 de janeiro de 1614 depois de três meses no mar.
Depois de um ano em Acapulco, o navio retornou ao Japão em 28 de abril de 1615, enquanto Hasekura continuou para a Europa. Parece que cerca de 50 especialistas em mineração e refino de prata foram convidados para o Japão na ocasião, para ajudar no desenvolvimento da indústria da mineração na região de Sendai. Um grupo de franciscanos liderados pelo Irmão Diego de Santa Catalina, mandados como embaixada religiosa para em 15 de agosto de 1615.
Em setembro de 1616, o San Juan Batista seguiu novamente para Acapulco, a pedido de Luis Sotelo. Foi navegado pelo capitão Yokozawa Shogen, mas a viagem deu errado e cerca de 100 marinheiros morreram na viagem. O San Juan Bautista finalmente chegou a Acapulco em maio de 1617. Sotelo e Hasekura se encontraram no México para a viagem final de volta para ao Japão. Em abril de 1618, o San Juan Bautista chegou às Filipinas, onde foi vendido para o governo espanhol, com o objetivo de construir defesas contra os holandeses. Hasekura retornou ao Japão em 1620.

## O San Juan Bautista atualmente
Um novo San Juan Bautista foi reconstruído em 1993 baseado nos registros da Casa de Date. Apesar dos projetos exatos não terem sido encontrados, as dimensões do navio foram propriamente registradas, permitindo a reconstrução. O navio está hoje em exibição em um parque temático em Ishinomaki, no norte do Japão, próximo à localização onde foi originalmente construído.